# Politolana dasyprion
Politolana dasyprion là một loài chân đều trong họ Cirolanidae. Loài này được Bruce miêu tả khoa học năm 1991.